# Фейлсворт
Фейлсворт — місто в столичному районі Олдем у Великому Манчестері, Англія, 6 км на північний схід від центру міста Манчестер і 4.7 км на південний захід від Олдема. Орбітальна автомагістраль М60 огинає його зі сходу. Населення за переписом 2011 року становило 20 680 осіб. Історично в Ланкаширі Фейлсворт до 19 століття був фермерським містечком, церковно пов’язаним з Манчестером. Мешканці доповнювали свій сільськогосподарський прибуток ткацтвом на домашньому ручному верстаті. Вологий клімат, велика кількість робочої сили та вугілля призвели до ткацтва текстильних виробів у Ланкаширському млиновому містечку з бавовняними фабриками з червоної цегли. Сучасною пам’яткою є стовп Фейлсворт. Daisy Nook — заміський парк на південній околиці.

## Історія

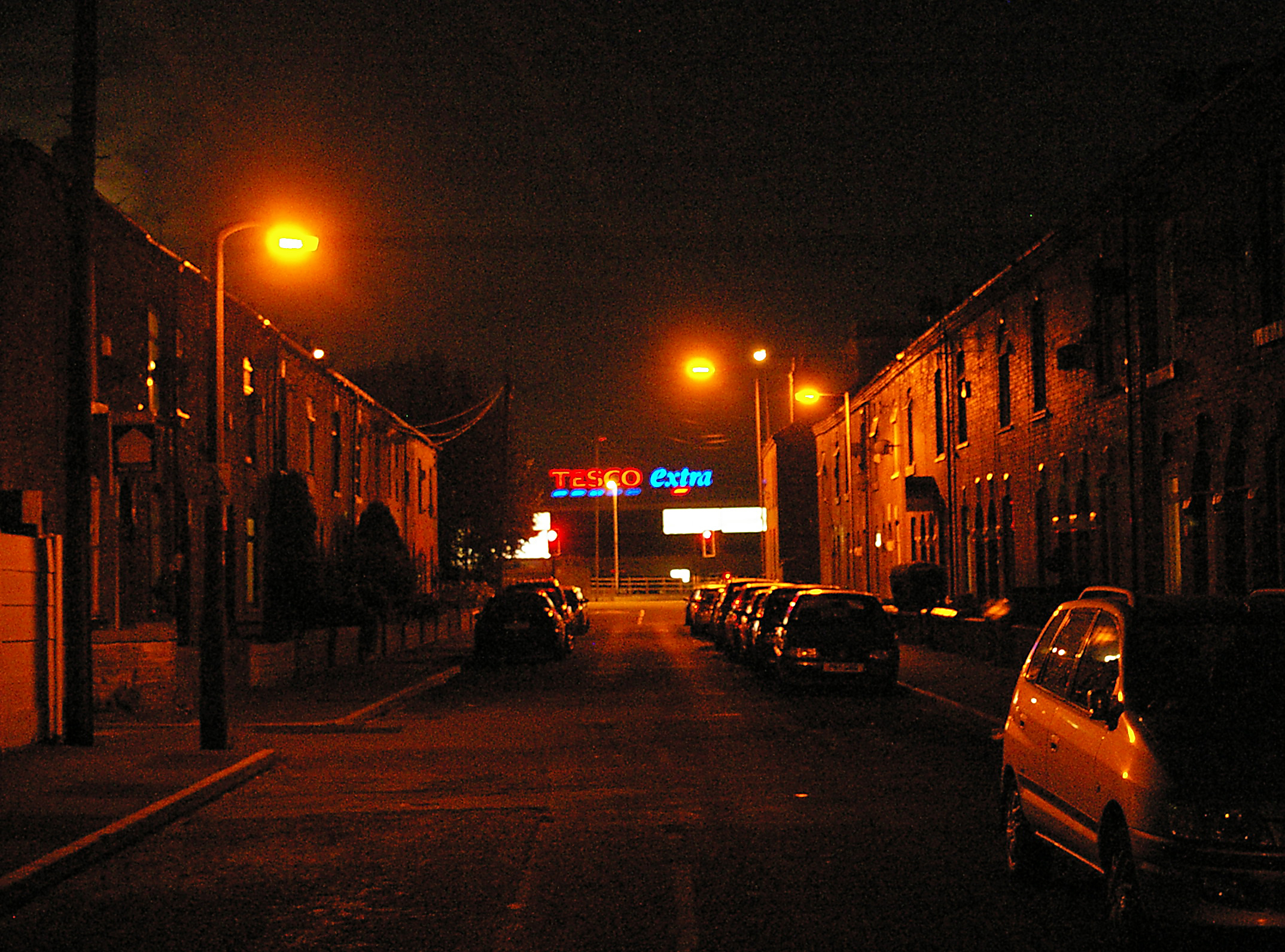
Новий супермаркет Tesco, вид з вулиці Еш

Ранні поселення розташовувалися на дорозі, яка сьогодні пролягає між Манчестером і Йоркширом. Ця другорядна римська дорога була частиною мережі від Манчестера на північ, ймовірно, до Тадкастера біля Йорка. Ділянка, яка проходила через Фейлсворт, досі відома як Римська дорога. Він був побудований над болотистою місцевістю і покладений на хмиз з твердим покриттям. Римська дорога також відома як «Вулиця», саксонський термін, що означає «металева дорога», що вказує на те, що вона також використовувалася в пізніший період.

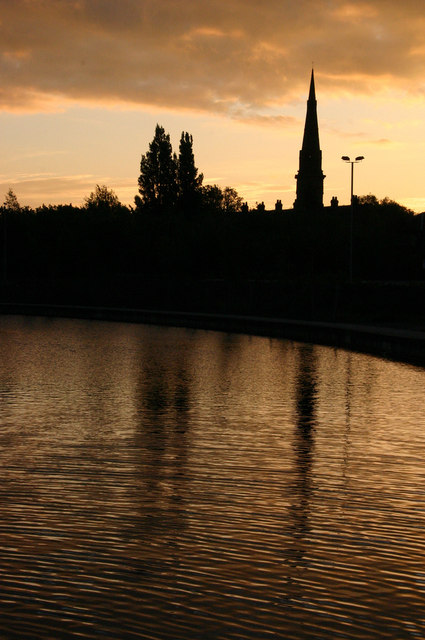
Парафіяльна церква Святого Івана була заснована в 1845 році

## Географія
53°30′37″ пн. ш. 2°9′27″ зх. д. / 53.51028° пн. ш. 2.15750° зх. д. (53,5102°, −2,1575°) 
Фейлсворт знаходиться в 262 км на північний-північний захід від Лондона, як південний край столичного району Олдем, що межує з Манчестером (з півночі на південний захід) і Тамсайдом (з півдня на схід). Через його північно-західний кут проходить дорога A62 між Манчестером і Олдхемом, колишня залізнична лінія Oldham Loop і канал Рочдейл. Проходить автомагістраль М60. Для Управління національної статистики Фейлсворт вважається частиною міського району Великого Манчестера.
Земля у Фейлсворті пологий схил зі сходу на захід від Пенінських гір і струмків, які обмежують її на північному заході (Мостон Брук) і південному сході (Лордс Брук). У Файлсворті є заміський парк Дейзі Нук на хвилястій лісистій території на східному кордоні, який переважно належить Національному фонду. Він підходить для прогулянок, верхової їзди, риболовлі та інших видів діяльності.